# Клукнава
Клукнава (словац. Kluknava) — село в окрузі  Ґаланта Трнавського краю Словаччини. Площа села 33,95 км². Станом на 31 грудня 2015 року в селі проживало 1575 жителів.

## Історія
Перші згадки про село датуються 1304 роком.

## Населення
| Рік:            | 1994. | 2004.   | 2014.   | 2024.   |
| --------------- | ----- | ------- | ------- | ------- |
| Кількість осіб: | 1757  | 1642    | 1590    | 1530    |
| Різниця:        |       | -6,54 % | -3,16 % | -3,77 % |

| Рік:            | 2023. | 2024.   |
| --------------- | ----- | ------- |
| Кількість осіб: | 1525  | 1530    |
| Різниця:        |       | +0,32 % |